# Daniel Romero Oliva
Daniel Romero Oliva (Málaga, 3 de enero de 1973) es un exjugador de baloncesto profesional cuya posición en el campo era de alero. Forma parte del histórico Unicaja de Málaga, que de la mano de Nacho Rodríguez, Sergei Babkov, Mike Ansley, Kenny Miller y Manel Bosch entre otras llegan contra todo pronóstico a la final de la liga acb en el año 1995. Forma parte de una de las mejores hornadas de canteranos del equipo malagueño, de su generación se hicieron hueco en el primer equipo , Curro Ávalos, Jesús Lázaro y Nacho Rodríguez., poco después también se añadiría el canario Ricardo Guillén

## Biografía
Se forma en la cantera del Unicaja, equipo con el que debuta en acb. Tiene un rol secundario, haciendo laborales defensivas en el Unicaja de Javier Imbroda que se alza con el subcampeonato de la liga acb en el año 1995. Después de dejar el Unicaja en el año 2000, ficha por el CB Granada, donde juega 5 temporadas, y consigue 2 ascensos de leb a acb. Su gran labor y profesionalidad le convierte en capitán del equipo y jugador muy querido, incluso retirándole la camiseta. Después jugaría en el CB Axarquía, donde se retira en el año 2007, pasando a desempeñar funciones directivas después de su retirada.

## Clubes
- Caja Ronda. Categorías inferiores.
- 1991-92 Unicaja Ronda Junior.
- 1991-92 ACB. Unicaja Ronda.
- 1992-93 Primera División. Unicaja Baloncesto.
- 1993-94 Primera División. Unicaja Baloncesto.
- 1993-00 ACB. Unicaja de Málaga.
- 2000-01 LEB. C.B. Granada.
- 2001-03 ACB. C.B. Granada.
- 2003-04 LEB. C.B. Granada.
- 2004-05 ACB. C.B. Granada.
- 2005-07 LEB. CB Axarquía.